# Guido della Scala

Wapenschild van het Huis della Scala, Verona

Guido della Scala (Markgraafschap Verona, 13e eeuw – Verona, november of december 1273) was bisschop-elect van Verona (1269-1273). Het bisdom Verona lag in het markgraafschap Verona, aan de zuidgrens van het Heilige Roomse Rijk.
Zijn kerkbestuur betekende een stevig steunpunt voor de machtspolitiek van Mastino I della Scala, halfbroer van Guido die de eerste heer van Verona was uit het Huis della Scala. De familie della Scala regeerde over Verona eind 13e eeuw en quasi de hele 14e eeuw.

## Levensloop

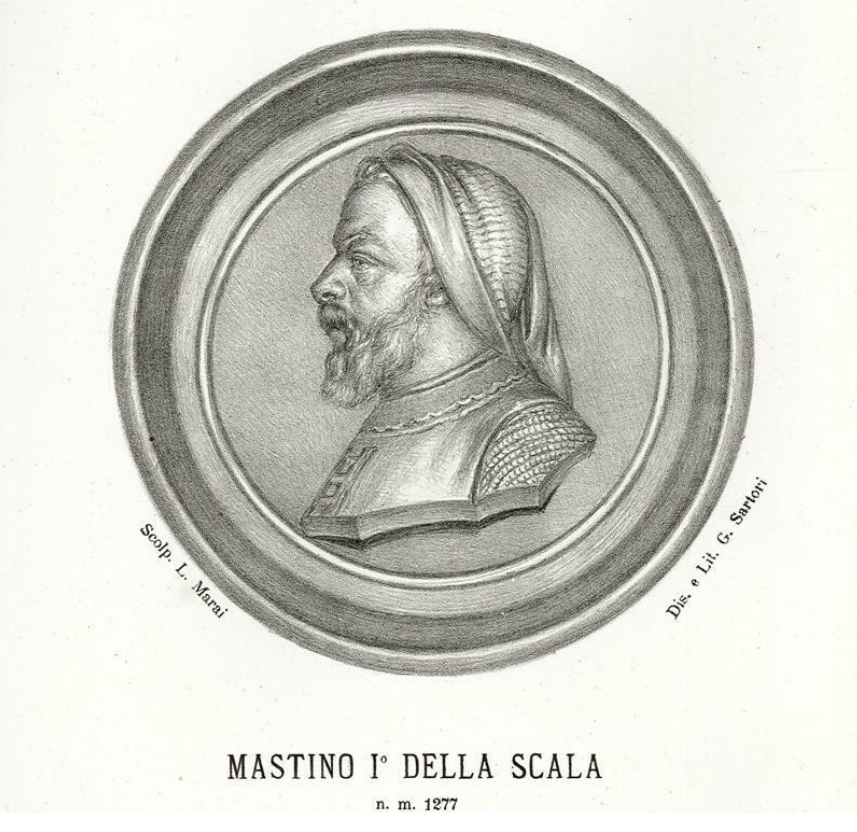
Mastino I della Scala, heer van Verona en halfbroer van bisschop Guido della Scala

Guido was een buitenechtelijke zoon van Jacopino della Scala, podestà van Verona; hij ging voor een carrière in de Roomse Kerk. 
Guido’s halfbroer en Jacopino’s echtelijke zoon Mastino I della Scala werd heer van Verona in 1262, de eerste heer uit het Huis della Scala. Dankzij Mastino I rees de ster van Guido vanaf dat moment. Guido werd aartspriester (of leider) van de Congregazione del Clero Intrinseco in hetzelfde jaar 1262; dit genootschap van geestelijken was een invloedrijke organisatie die grootgrondbezit van geestelijken beheerde. Guido bewees hierbij een bondgenoot te zijn van Mastino I en diens medestanders.
Circa 1263 sloeg de Roomse Kerk Guido in de ban. Guido en andere geestelijken hadden namelijk weinig steun verleend aan de pauselijke legaat, de prior van de San Giacomo di Pontecorvo in Padua. De legaat excommuniceerde medestanders van de familie della Scala. Guido werd voor zijn gebrekkige steun hiervoor zelf geëxcommuniceerd. De plooien werden glad gestreken in 1264. Paus Urbanus IV verleende aan Guido een zitje als kanunnik in de kathedraal van Verona (1265). In dit kapittel zetelden alle machtige families van Verona. Guido ontpopte zich als de leidende kanunnik, met steun van Mastino I. De weg naar de bisschopstroon lag open voor Guido, temeer daar de zetelende bisschop Manfredo Roberti in een kerker werd vastgehouden door de familie della Scala. Doch tegenstanders van het Huis della Scala, de Welfen of pausgezinden genaamd, bereidden ook hun slag voor.
Toen bisschop Manfredo Roberti stierf in gevangenschap (1268), waren de Welfen Guido voor: Aleardino di Capo di Monte kreeg met volle steun van de Curie der kardinalen in Rome de aanstelling tot bisschop van Verona (1268). Heer Mastino I della Scala maakte klopjacht op Aleardino; Aleardino verschool zich eerst in zijn kasteel Modio en nadien in Mantua, rivaal van Verona. Aleardino verscheen nooit in Verona. Het kapittel van de kathedraal van Verona verkoos vervolgens Guido tot bisschop (1269). Om het probleem van de twee verkozen bisschoppen (of pseudobisschoppen) op te lossen, kochten de familie della Scala en het kapittel de hele zaak af. Aleardino ontving een schadevergoeding.
Guido della Scala werd zo de enige bisschop-elect (1269). Hij bestuurde het bisdom tot zijn dood in 1273, zonder ooit gewijd te zijn. Van hem zijn beslissingen bekend over de godshuizen en kerkgebouwen in Verona, zodat dit een economisch draagvlak werd voor het beleid van heer Mastino I della Scala.